# Kimura Kenjirō
Kimura Kenjirō (japanisch 木村 健二郎; geboren 12. Mai 1896 in Hirosaki (Präfektur Aomori); gestorben 12. Oktober 1988) war ein japanischer analytischer Chemiker.

## Leben und Wirken
Kimura Kenjirō machte seinen Studienabschluss an der Universität Tokio. Nach dem Abschluss bildete er sich unter Shibata Yūji weiter. Dabei führte er geochemische und analytische Untersuchungen zu den Seltenen Erden durch. Kimura bildete sich in analytischer Chemie bei Bohr in Dänemark und an Instituten in Frankreich und in den USA weiter.
1922 wurde Kimura Assistenzprofessor, 1933 Professor an seiner Alma Mater. Er führte analytische Untersuchungen der Heißen Quellen durch, um die heilende Wirkung von Spurenelementen zu erforschen. 1940 gelang es ihm, eine neue Isotope des Uraniums – Uranium237 – zu synthetisieren. 1945 erhielt er den Preis der Akademie der Wissenschaften (日本学士院賞) für seine Arbeit „Kigensdo no chikyūkagakuteki oyobi bunsekikagakuteki kenkyū“(稀元素の地球化学的及分析化学的研究), etwa „Forschung zur geologischen und analytischen Analyse von Seltenen Erden“.
Nach dem Zweiten Weltkrieg leitete Kimura die Analysen des radioaktiven Niederschlags, den die Atombomben auf Hiroshima und Nagasaki verursacht hatten. 1954 stellte Kimura durch Analysen fest, dass das in der Nähe der Bikini-Inseln fischende Fischerboot Glücklicher Drache V, auf dem viele Bordmitglieder erkrankten, in den Fallout der amerikanischen Wasserstoff-Atombombe geraten war.
1956 wurde Kimura als „Meiyo Kyōju“ verabschiedet. Anschließend wirkte er 13 Jahre als Präsident der Tōkyō Joshi Daigaku.